# Matt Dalton
Matthew Allen „Matt“ Dalton (* 4. Juli 1986 in Clinton, Ontario) ist ein kanadischer Eishockeytorwart mit südkoreanischer Staatsbürgerschaft, der seit 2014 bei Anyang Halla in der Asia League Ice Hockey (ALIH) unter Vertrag steht.

## Karriere

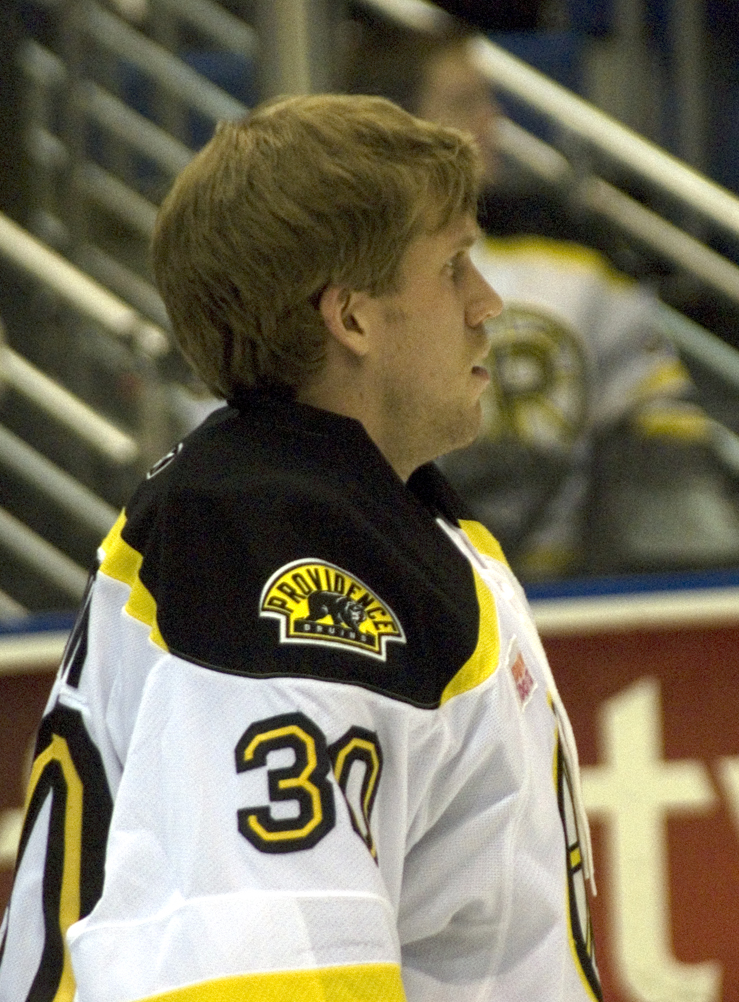
Matt Dalton (2011)

Matt Dalton begann seine Karriere als Eishockeyspieler bei den Bozeman IceDogs, für die er in der Saison 2005/06 in der Juniorenliga North American Hockey League aktiv war. In dieser Spielzeit wurde der Torwart in das erste All-Star Team und das erste All-Rookie Team der Liga sowie zu deren MVP gewählt. Zudem wies er den geringsten Gegentorschnitt und die beste Fangquote aller Torhüter der Liga auf. Die Saison 2006/07 verbrachte er bei den Des Moines Buccaneers in der United States Hockey League. Von 2007 bis 2009 besuchte er die Bemidji State University und spielte parallel für deren Eishockeymannschaft in der National Collegiate Athletic Association. Mit seiner Universitätsmannschaft gewann er 2009 die Meisterschaft der College Hockey America und wurde in das zweite All-Star Team der Liga gewählt.
Im Sommer 2009 unterschrieb Dalton einen Vertrag bei den Boston Bruins aus der National Hockey League, für deren professionelle Farmteams Providence Bruins aus der American Hockey League und Reading Royals aus der ECHL er in den folgenden beiden Jahren auf dem Eis stand. Zur Saison 2011/12 wurde der Kanadier von Witjas Tschechow aus der Kontinentalen Hockey-Liga verpflichtet, wo er auf Anhieb Stammtorwart wurde.
Zwischen 2012 und 2014 stand er bei Neftechimik Nischnekamsk unter Vertrag, ehe er im Sommer 2014 zu Anyang Halla in die Asia League Ice Hockey wechselte. 2015 wurde er als bester Torhüter der Asia League ausgezeichnet und auch in das Asia League First Team gewählt. Ein Jahr später gewann er mit Anyang Halla die Liga und wurde zum wertvollste Spieler der Playoffs gewählt. 2017 konnte er mit seinem Team den Titel in der Asia League verteidigen und wurde erneut zum besten Torhüter und in das First Team der Liga gewählt. Auch 2018 und 2023 konnte er mit Anyang die Liga gewinnen. In beiden Jahren wurde er auch wieder zum besten Torwart und in das First Team der Liga gewählt. 2023 wurde er zudem als wertvollster Spieler ausgezeichnet.

### International

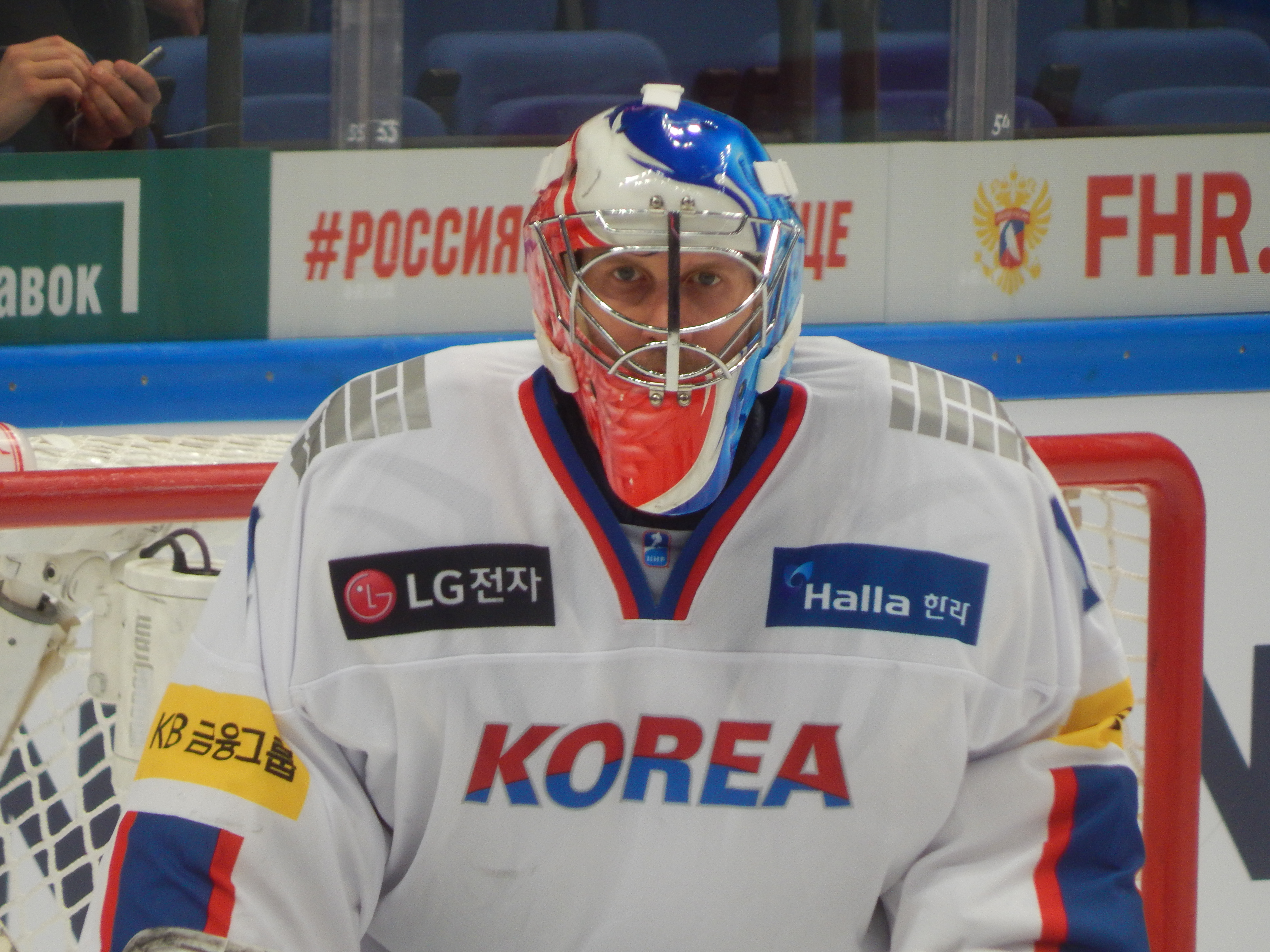
Matt Dalton im Trikot der südkoreanischen Nationalmannschaft (2017)

Anfang April 2016 wurde Dalton gemeinsam mit dem Verteidiger Eric Regan nach Südkorea eingebürgert. Später im Monat gab er bei der Weltmeisterschaft 2016 in der Division I sein Debüt in der südkoreanischen Nationalmannschaft. Er erreichte dabei hinter dem Slowenen Gašper Krošelj und dem Österreicher Bernhard Starkbaum die drittbeste Fangquote des Turniers. Auch 2017, als erstmals der Aufstieg in die Top-Division gelang, spielte er in der Division I. Nachdem er bei der Weltmeisterschaft 2018 mit den Südkoreanern den Klassenerhalt verpasst hatte, spielte er 2019 wieder in der Division I, wo er mit der zweitbesten Fangquote hinter dem Slowenen Luka Gračnar zum besten Torwart des Turniers und Teil des All-Star-Teams gewählt. Auch 2022 und 2023 spielte er in der Division I.
Bei den Winter-Asienspielen 2017 belegte er mit den Ostasiaten den zweiten Platz hinter Kasachstan. Auch bei den Olympischen Winterspielen 2018 und der Olympiaqualifikation für 2022 stand er im Tor der Südkoreaner.

## Erfolge und Auszeichnungen
- 2006 NAHL First All-Star Team
- 2006 NAHL First All-Rookie Team
- 2006 Wertvollster Spieler der NAHL
- 2006 Niedrigster Gegentorschnitt der NAHL
- 2006 Beste Fangquote der NAHL
- 2009 CHA-Meisterschaft mit der Bemidji State University
- 2009 CHA Second All-Star Team
- 2015 Bester Torhüter und First Team der Asia League Ice Hockey
- 2016 Gewinn der Asia League Ice Hockey mit Anyang Halla
- 2017 Gewinn der Asia League Ice Hockey mit Anyang Halla
- 2017 Bester Torhüter und First Team der Asia League Ice Hockey
- 2018 Gewinn der Asia League Ice Hockey mit Anyang Halla
- 2018 Bester Torhüter und First Team der Asia League Ice Hockey
- 2023 Gewinn der Asia League Ice Hockey mit Anyang Halla
- 2023 Wertvollster Spieler, bester Torhüter und First Team der Asia League Ice Hockey

### International
- 2017 Silbermedaille bei den Winter-Asienspielen
- 2017 Aufstieg in die Top-Division bei der Weltmeisterschaft der Division I, Gruppe A
- 2019 Bester Torhüter der Weltmeisterschaft der Division I, Gruppe A
- 2019 All-Star-Team Weltmeisterschaft der Division I, Gruppe A